# Pobles del Xingu
Els pobles del Xingu són pobles indígenes del Brasil que viuen a prop del riu Xingu. Tenen moltes similituds culturals malgrat les seves diferents etnologies. Els xingu representen quinze tribus i quatre grups de llengües indígenes del Brasil, però comparteixen sistemes de creences, rituals i cerimònies similars.

## Història precolombina
La regió de l'Alt Xingu està molt poblada abans del contacte europeu i africà. Els assentaments densament poblats es van desenvolupar del 1200 al 1600 dC. Antics camins i ponts connectaven comunitats que sovint estaven envoltades de cunetes o fossats. Els pobles estaven pre-planificats i presentaven places circulars. Els arqueòlegs han desenterrat fins ara 19 pobles.

## Història post-contacte

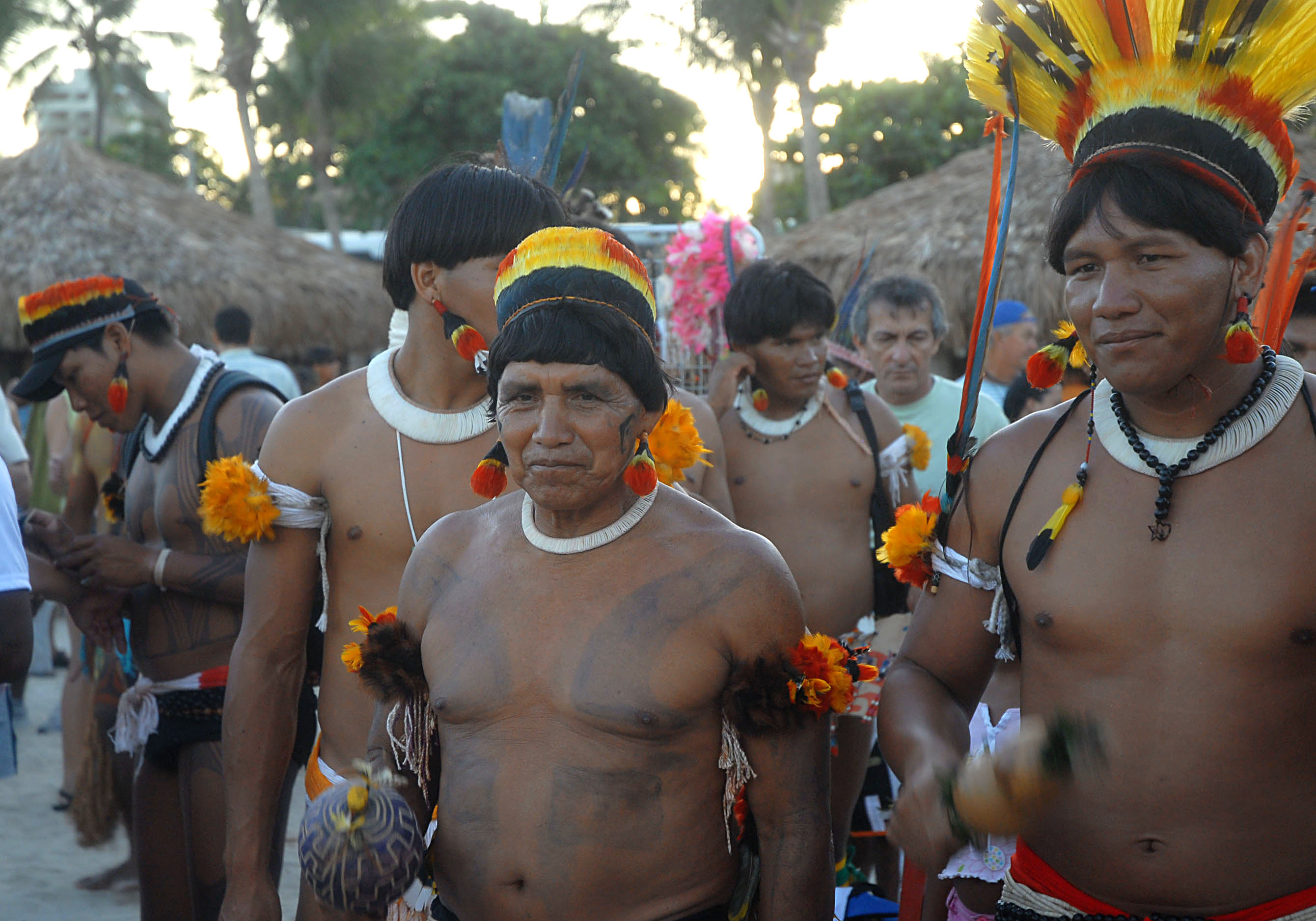
Kuikuros del Mato Grosso

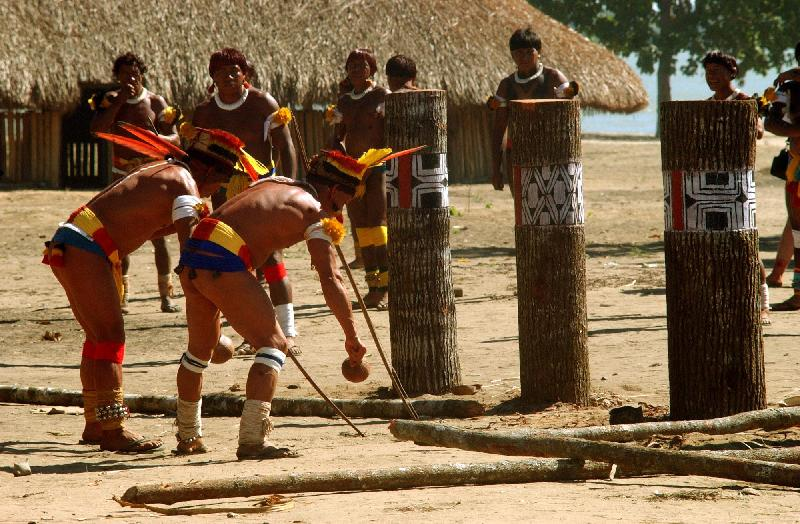
Ritual de funeral Quarup

La història oral dels kuikuro diu que els [esclavistes portuguesos van arribar a la regió de Xingu cap al 1750. En els segles posteriors a la penetració dels europeus a Amèrica del Sud, els Xingu van fugir de diferents regions per evitar la propagació de malalties mortals i l'esclavitud per part dels portuguesos. A finals del segle xix, prop de 3.000 indígenes vivien a l'Alt Xingu, on la seva condició política actual s'ha mantingut protegida contra els intrusos estrangers. A mitjan segle xx, aquest nombre havia estat reduït per malalties epidèmiques estrangeres com la grip, el xarampió, la verola i la malària a menys de 1.000. A la dècada de 1950, es calcula que només hi havia 500 persones Xingu.
Els germans Villas-Bôas van visitar la zona a començaments del 1946 i van impulsar la creació del Parc indígena del Xingu, finalment establert el 1961. La seva història s’explica en una pel·lícula, Xingu. El nombre de Xingu que hi viuen en 32 assentaments ha tornat a augmentar fins a superar els 3.000 habitants, la meitat d'ells menors de 15 anys.
Els xingus que viuen en aquesta regió tenen hàbits i sistemes socials similars, malgrat els idiomes diferents. Concretament, consten dels pobles awetis, kalapalo, Kamaiurá, Kayapó, Kuikuro, Matipu, Mehinakus, Nahukuá, Suyá, trumais, Wauja i Yawalapitís.